# Campanula bipinnatifida
Campanula bipinnatifida är en klockväxtart som beskrevs av Peter Hadland Davis. Campanula bipinnatifida ingår i släktet blåklockor, och familjen klockväxter. Inga underarter finns listade i Catalogue of Life.